# Tayfur Sökmen
Tayfur Ata Sökmen, né en 1892 à Gaziantep et décédé le 3 mars 1980 à Istanbul, a été élu par l'Assemblée premier président de la République du Hatay. Après que cette République fut intégrée à la République de Turquie, Tayfur Sökmen fut jusqu'en 1950 député d'Antalya, puis de 1950-1954 député de Hatay. Il est le père de Murat Sökmenoğlu qui fut vice-président de la Grande assemblée nationale de Turquie.